# La Disparation d'Honoré Subrac
La disparation d'Honoré Subrac is een kort verhaal van Guillaume Apollinaire uit de bundel L'Hérésiarque et Cie (1910) en eerder verschenen in Paris Journal (4 februari 1910).
Het is een van de verhalen waarin Apollinaire net als Edgar Allan Poe het alledaagse leven contrasteert met het fantastische. Hoofdfiguur Honoré Subrac heeft de gave om zichzelf onzichtbaar te maken voor de vijanden die hem belagen. Het vertelt aan de ik-figuur deze extreme vorm van mimicry. Deze is bij hem op het moment dat hij weer eens belaagd wordt en zich onzichtbaar maakt. Gefrustreerd leegt de belager zijn vuurwapen op een muur, maar dat blijkt nu net de plek te zijn waar Subrac zich had verscholen en deze sterft, zo ontdekt de ik-figuur.